# Viktors Ignatjevs
Viktors Ignatjevs (* 26. April 1970 in Riga, Lettische SSR) ist ein ehemaliger lettischer Eishockeyverteidiger. In seiner Karriere bestritt er elf Spiele in der National Hockey League für die Pittsburgh Penguins. In der Saison 2016/17 arbeitete er als Co-Trainer beim HK Spartak Moskau.

## Karriere
Viktors Ignatjevs begann seine Spielerkarriere im Nachwuchs von Dinamo Riga, für dessen Mannschaft er in der Spielzeit 1989/90 das erste Mal in der sowjetischen Eishockeyliga das Eis betrat. Im Sommer 1992 wurde er von den San Jose Sharks beim NHL Entry Draft 1992 in der elften Runde an insgesamt 243. Stelle ausgewählt und wechselte zu den Kansas City Blades, dem Farmteam der Sharks, in die International Hockey League. In der Spielzeit 1995/96 gewann er mit den Utah Grizzlies die Trophäe der IHL, den Turner Cup, bevor er zu den Long Beach Ice Dogs wechselte. Mit dem Team aus Long Beach erreichte er ein Jahr später wieder das Finale um den Turner Cup, allerdings scheiterten die Ice Dogs an den Detroit Vipers. Im Sommer 1998 wurde er von den Penguins unter Vertrag genommen und absolvierte elf Spiele in der NHL, bevor er aufgrund einer Schulterverletzung fast die gesamte Saison verpasste und nur an einem Play-off-Spiel teilnehmen konnte.
Da er keinen neuen Vertrag für die nächste Spielzeit bekam, folgte Ignatjevs einem Vertragsangebot der Nürnberg Ice Tigers, für die er 60 Spiele in der DEL absolvierte. Nach nur einem Jahr in Nürnberg wechselte er zum schwedischen Erstligisten Leksands IF. Über die Stationen Sewerstal Tscherepowez und Molot-Prikamje Perm kam er schließlich zu Spartak Moskau, wo er zwei Spielzeiten verbrachte. Von 2004 bis 2008 stand er beim EHC Linz in der Österreichischen Eishockey-Liga unter Vertrag. Zu Beginn der Saison 2008/09 wechselte der Lette zu den Vienna Capitals, im Februar 2009 zum HC Bozen in die italienische Liga. Dort erreichte er mit seinem neuen Team den Gewinn der italienischen Meisterschaft. Nach diesem Erfolg beendete er zunächst seine aktive Spielerkarriere und wollte Trainer der U18-Junioren der GCK Lions werden.
Im September bekam Ignatjevs ein Angebot von HYS The Hague aus der niederländischen Eredivisie, das er annahm. In 50 Spielen für seinen neuen Club erreichte er 47 Scorerpunkte, bevor er seine Karriere endgültig beendete und Co-Trainer von Dinamo Riga wurde. Parallel spielte er zwischen 2010 und 2013 als Amateur für den HK Ozolnieki/Monarhs in der lettischen Eishockeyliga.
Ab der Saison 2014/15 stand Ignatjevs als Assistenztrainer von Harijs Vītoliņš beim HK Dynamo Moskau unter Vertrag, ehe er im Oktober 2015 entlassen wurde. In der Saison 2016/17 war er Assistenztrainer beim HK Spartak Moskau.

### International
Viktors Ignatjevs spielte bisher bei mehreren Weltmeisterschaften für die lettische Eishockeynationalmannschaft, unter anderem 2000, 2001, 2002, 2004 und 2005.

## Erfolge und Auszeichnungen
- 1997 IHL Second All-Star Team